# Please Smile Again
Please Smile Again – szesnasty singel Namie Amuro. Został wydany 24 stycznia 2001 przez wytwórnię avex trax tylko w wersji CD. Singel był w rankingu Oricon dwadzieścia tygodni, kiedy sprzedano 216 960 egzemplarzy płyty. Najwyżej w Oriconie singel był na #2 miejscu. Utwór Please Smile Again promowała produkty firmy Meiji Fran, a Cross Over telefony komórkowe MM TU-KA. Namie Amuro brała udział w obu kampaniach reklamowych.

## Lista utworów
| 1. | Please Smile Again                  | 4:46  |
|    |                                     |       |
| 2. | Cross Over                          | 4:43  |
|    |                                     |       |
| 3. | Please Smile Again (Jamaster A Mix) | 6:37  |
|    |                                     |       |
| 4. | Please Smile Again (TV mix)         | 4:45  |
|    |                                     |       |
| 5. | Please Smile Again (a cappella)     | 4:35  |
|    |                                     |       |
|    |                                     | 25:26 |
|    |                                     |       |

## Personel
- Namie Amuro – wokal, wokal wspierający
- Tetsuya Komuro – syntezator
- Ken Kimura – gitara

## Produkcja
- Producenci – Tetsuya Komuro
- Aranżacja – Tetsuya Komuro
- Miksowanie – Tetsuya Komuro
- Remiksowanie – Alex Baboo & Groovy Cat
- Programowanie – Akihisa Murakami, Toshihide Iwasa

## Oricon
| Diagram                                                    | Pozycja |
| ---------------------------------------------------------- | ------- |
| Dzienny diagram Oricon (w pierwszym dniu sprzedaży)        | #2      |
| Tygodniowy diagram Oricon (w pierwszym tygodniu sprzedaży) | #2      |
| Miesięczny diagram Oricon (w pierwszym miesiącu sprzedaży) | #12     |
| Roczny diagram Oricon                                      | -       |